# Vargha Mihály (szobrász)
Vargha Mihály Béla (Kézdivásárhely, 1961. november 12. –) erdélyi magyar szobrászművész, muzeumigazgató. A Magyar Művészeti Akadémia rendes tagja (2013).

## Élete
Római katolikus családban született, atyja technikus, anyja tanítónő. Képzőművészeti tanulmányokat a Iași-i Művészeti Főiskolán folytatott, a főiskola elvégzése után 1990-ig Piskin a Marmura Vállalatnál (márványfeldolgozó üzem) formatervező. 1990- 2006 óta a sepsiszentgyörgyi Székely Nemzeti Múzeum képtárának vezető muzeológusa, majd 2006-tól igazgatója. Az 1990-es évek közepén az Amerikai Egyesült Államokba látogatott, ott öt városban tartott ismeretterjesztő előadást a kortárs romániai képzőművészetről.
Muzeológusként a Székely Nemzeti Múzeum képtára infrastruktúrájának korszerűsítésén dolgozott és kiállításokat rendezett, amelyek közül nevezetesebbek: 
- Nagy Albert emlékkiállítás (1992);
- Van Gogh plakátkiállítás (1993);
- Médium – Nemzetközi kortárs kiállítás (1994), stb.

## Művészete
Plasztikai stílusa a konceptuális szobrászat és az érzékeny konstruktivizmus ötvözete. Főleg kőből, fából faragja igen érzékeny, finom felületeit, de készít art brut jellegű láncfűrészplasztikákat, environmenteket, installációkat és objekteket is. Emlékműszobrainak realisztikus mintázásán a posztmodern klasszicizmust fedezhető fel.
1987 óta kiállító művész, mind egyénileg, mind csoportkiállításokon hazai és nemzetközi kiállítói tereken megméretteti műveit. Jeles közgyűjtemények (Kortárs Művészeti Múzeum, Bukarest; KMG, Dunaszerdahely;  Képtár, Sepsiszentgyörgy; Toya Museum of Art (Japán); Mc Charthy Gyűjtemény, Royal Oak (USA), stb.) őrzik alkotásait.

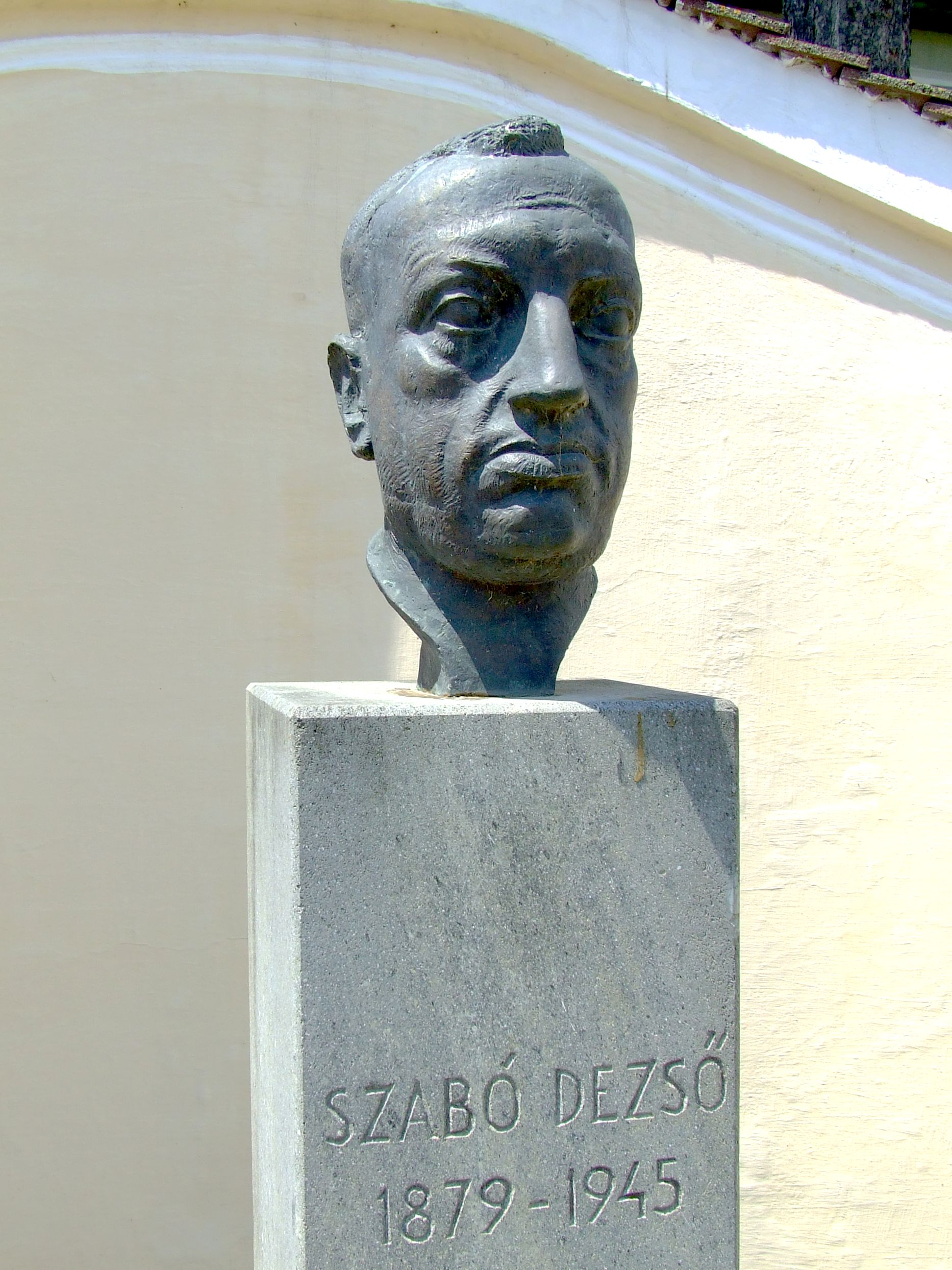
Szabó Dezső portrészobra Illyefalván (1998)

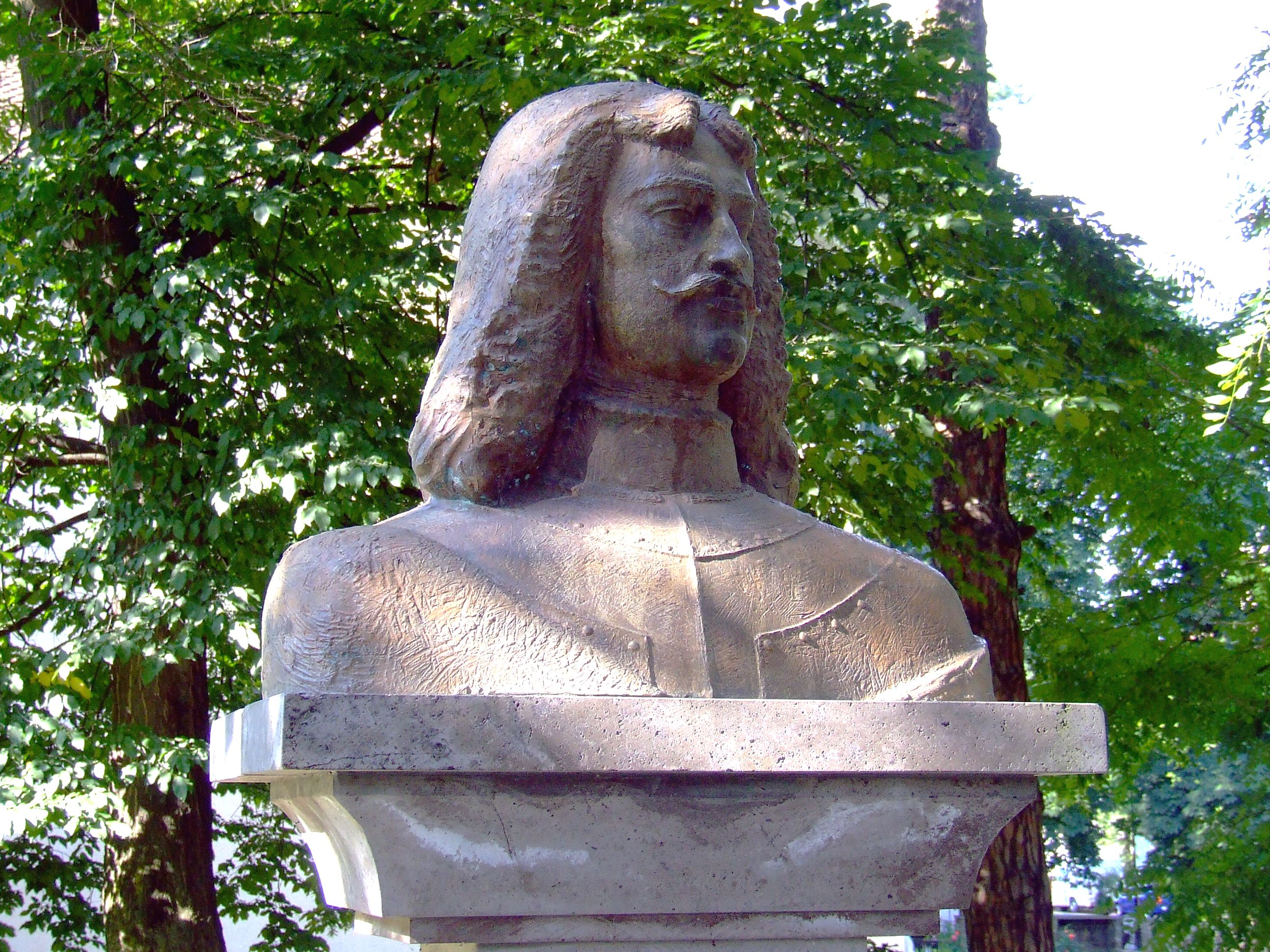
II. Rákóczi Ferenc portrészobra Sepsiszentgyörgyön (2004)

## Köztéri alkotásaiból
- Gábor Áron (bronz, 1992, Bereck)
- Puskás Tivadar (bronz dombormű, 1993, Sepsiszentgyörgy)
- Zámbler Jenő (kő, 1993, Csernáton)
- Lény és Csoport (fa, 1995, Royal Oak, USA)
- Bartók Béla (bronz dombormű, 1995, Sepsiszentgyörgy)
- Dombok (fa, 1996, Szoborpark, Nagyatád)
- Szabó Dezső portrészobra (Illyefalva, 1998)
- Szent Kinga (fa, 1999, Stary Sącz, Lengyelország).
- II. Rákóczi Ferenc mellszobra (Sepsiszentgyörgy, 2004)
- Gál Dániel, ilyefalvi portrészobra (Illyefalva, 2008)

## Kötetei
- Varga Nándor Lajos (1895-1978) Sepsiszentgyörgyön. Emlékkiállítás; szerk. Vargha Mihály; Székely Nemzeti Múzeum, Sepsiszentgyörgy, 1995
- Panteon. A Székely Nemzeti Múzeum Képtárának alapkiállítása; szerk. Vargha Mihály; Székely Nemzeti Múzeum, Sepsiszentgyörgy, 2003
- VII. Finn, Magyar, Erdélyi, Svéd Művészeti Szimpózium. Kapocs. Sugásfürdő, 2006. június 27–július 6.;  ArtAgora Egyesület, Sfântu-Gheorghe [Sepsiszentgyörgy], 2006
- Panteon. A sepsiszentgyörgyi Gyárfás Jenő Képtár állandó kiállítása. Expoziţia de bază a Galeriilor de Artă "Gyárfás Jenő" din Sfântu Gheorghe; 2. bőv. kiad.; Székely Nemzeti Múzeum, Sepsiszentgyörgy, 2010

## Társasági tagságai
- Sepsiszentgyörgyi Székely Nemzeti Múzeum Alap;
- Magyar Művészeti Akadémia
- Romániai Képzőművészek Szövetsége;

## Díjai és elismerései
- a Marosvásárhelyi Diákfesztivál II. díja (1987)
- Szolnay Sándor-díj (EMKE, 1998)